# Nectandra fragrans
Nectandra fragrans är en lagerväxtart som beskrevs av J.G. Rohwer. Nectandra fragrans ingår i släktet Nectandra och familjen lagerväxter. Inga underarter finns listade i Catalogue of Life.